# Херцегхалом
Херцегхалом (Герцегхалом, венг. Herceghalom) — село и муниципалитет в Венгрии. Расположено в 26 км к югу от Жамбека, к юго-западу от деревни Пать, к западу от Будакеси и Будапешта, к северо-западу от города Биаторбадь, к северу от села Этьек, к востоку от Бичке и к юго-востоку от села Мань. Административно относится к Будакесискому ярашу в медье Пешт.

## География
Село находится в междуречье рек Бекаш-Патак (на востоке) и Кидьош-Патак, которые после слияния питают озеро Биаи, а затем впадают в реку Бента, правый приток Дуная. В 1922 году Венгерский всеобщий кредитный банк (Magyar Általános Hitelbank), основанный «Кредитанштальтом» в 1867 году, построил плотину и создал на месте озера Биаи водохранилище, предназначенное для разведения рыбы.

## Этимология
Прежде поселение называлось Чонкатебе (Csonkatebe) — холм Чонки. В 1880-е годы создано название Херцегхалом (‘herzeg + halom’). Получило в качестве второго составляющего географическое нарицательное существительное halom — «холм», то есть «поселение, лежащее по соседству холма» (для сравнения: Сигетхалом). Первая составляющая herzeg означает герцог.

## История
Херцегхалом освобождён в ходе Будапештской операции 23 декабря 1944 года частями 3-го Украинского фронта. 22 января 1945 года немецкие войска пытались прорваться к станции Херцегхалом. Накануне 19-я стрелковая дивизия 23-го стрелкового Братиславского корпуса 46-й армии сменила 18-й танковый корпус и заняла оборону на рубеже село Мань — северная окраина Бичке. При поддержке 366-го гвардейскего тяжелого и 991-го самоходно-артиллерийских полков, выдвинутых на позиции западнее и северо-западнее Херцегхалома, наступление было остановлено.

## Сельское хозяйство
В селе Херцегхалом находится Научно-исследовательский институт животноводства и кормления (ÁTHK), который с 2014 года принадлежит Национальному центру исследований и инноваций в сельском хозяйстве (NAIK). На экспериментальном хозяйстве в селе Херцегхалом с 1975 года существовала производственная система хунгахиб (Hungahib). Гибрид Хунгахиб был создан в рамках правительственной программы в 1972 году в двух разновидностях хунгахиб-39 и хунгахиб-50 (свинья интенсивного разведения) методом четыырёхлинейного (двойного) скрещивания. В хозяйствах-партнёрах системы содержалось 55—60 тыс. свиноматок и ежегодно поставлялось на убой до 1 млн свиней.
Также в Херцегхалом было государственное опытное хозяйство площадью в 4 тыс. га — Herceghalmi Kísérleti Gazdaság. Хозяйство было приватизировано. В настоящее время принадлежит компании Agrosystem Zrt., которая входит в холдинг Talentis Agro Zrt., принадлежащий олигарху Лёринцу Месарошу. В Херцегхалом находится компания Agrolink Zrt., которая занимается производством и продажей рафинированного подсолнечного масла, также принадлежащая Лёринцу Месарошу. В 2021 году был запущен современный прессовый цех.

## Транспорт
Севернее села проходит автомагистраль M1, участок Биаторбадь — Херцегхалом был завершён в 1985 году.
В селе находится железнодорожная станция линии Будапешт — Райка, которая принадлежит Венгерским государственным железным дорогам (MÁV). Участок Херцегхалом — Райка эксплуатирует компания ГИСЕВ.
1 декабря 1916 года на станции Херцегхалом произошла железнодорожная катастрофа, крупнейшая в истории Венгрии. Среди погибших — учёный Лайош Таллоци, гражданский губернатор оккупированной Сербии, возвращавшийся с похорон императора Франца Иосифа.